# Hidreto

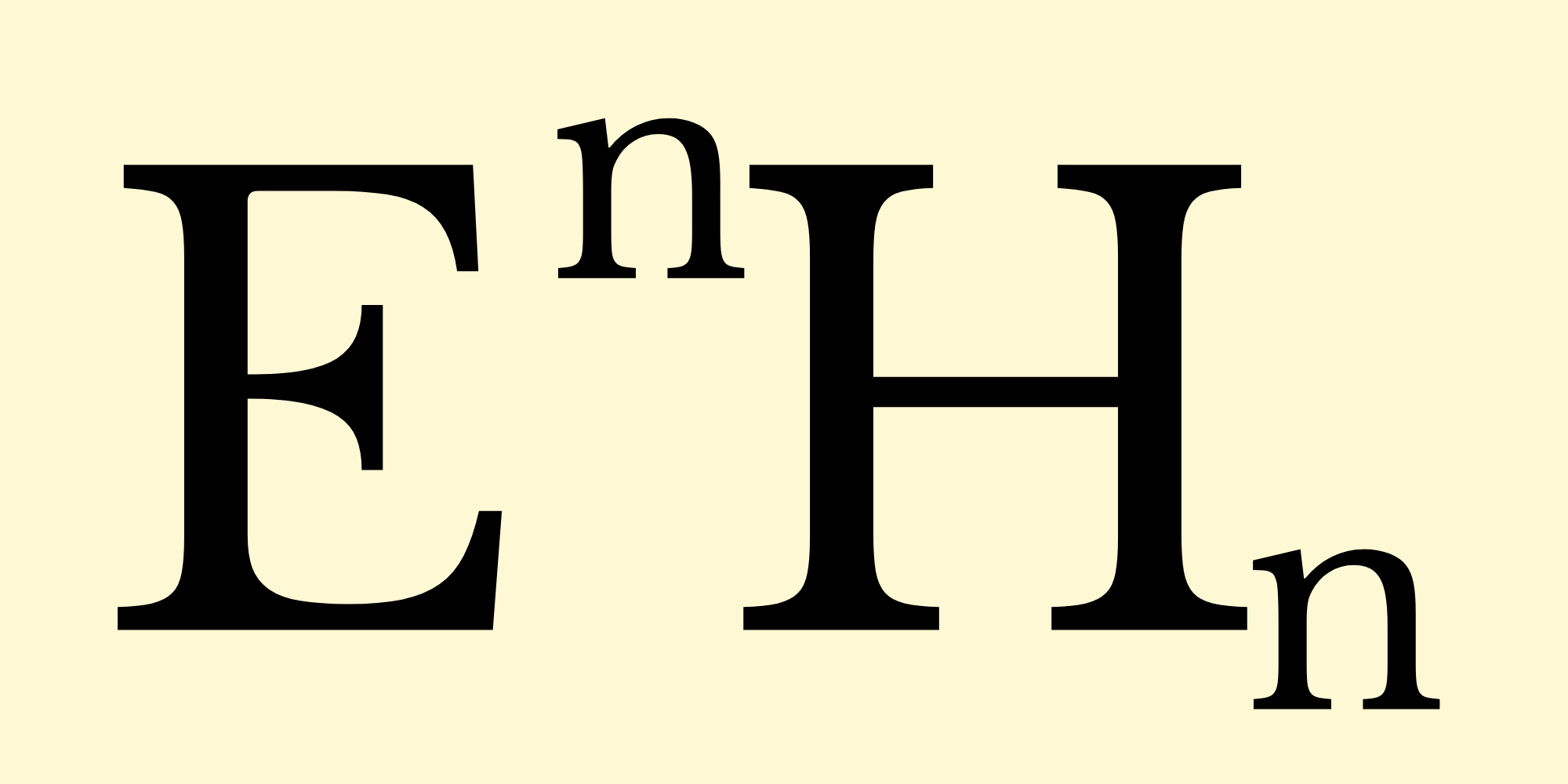
Fórmula de hidretos dos grupos I-XV.

Os hidretos são compostos inorgânicos hidrogenados, que apresentam o hidrogênio como o elemento mais eletronegativo, ou seja, como ânion de estado de oxidação -1 ( H-1 ). 
Exemplos:
- NaH – Hidreto de sódio
- CaH2 - Hidreto de cálcio

A definição de hidreto aqui é muito antiga e neste caso é contradita no próprio texto ao se observar os hidretos covalentes e os próprios intersticiais.
Estes compostos reagem facilmente na presença de água. 
KH + H2O → KOH + H2

## Classificação
| 1  | Na | Cl |   |
| -- | -- | -- | - |
| Ba | K  | H  | W |
|    | R  | F  | J |
| I  | G  | O  | R |

De uma forma geral, os hidretos podem ser classificados em 3 diferentes tipos conforme a natureza de ligação e estrutura:
- Hidretos iônicos
- Hidretos covalentes
- Hidretos de metais de transição (hidretos intersticiais)

Basicamente, a classificação é definida pela eletronegatividade do elemento que está ligado ao hidrogênio. Os metais eletropositivos, os alcalinos e os alcalinos terrosos, formam hidretos iônicos enquanto que os elementos eletronegativos formam hidretos covalentes.

### Hidretos iônicos
Os hidretos iônicos são os hidretos formados pelos elementos da família 1A e 2A, alcalinos e alcalinos terrosos. O hidrogênio comporta-se como um halogênio e recebe um elétron do metal formando um íon hidreto (H-) que possui a configuração eletrônica do hélio ou o orbital s completo. Os hidretos são chamados de compostos binários quando formados de 2 elementos incluindo o hidrogênio, a sua fórmula química é MH ou MH2. Os hidretos de gálio, de índio, de tálio e de lantanídios também são iônicos. A estrutura é cristalina.
As evidências do caracter iônico são basicamente:
- Os hidretos iônicos quando fundidos conduzem corrente elétrica, por exemplo o hidreto de lítio P.F. = 691oC; os demais hidretos decompõem antes de alcançar o ponto de fusão.
- Submetidos a uma eletrólise, desprendem gás hidrogênio no ânodo.

As propriedades destes compostos são:
- Agentes redutores

NaH + 2CO → HCOO-Na+ + C
SiCl4 + NaH → SiH4 + NaCl
- Reativos em meio aquoso

CaH2(s) + 2H2O(g) → Ca(OH)2(s) + 2H2(g)

### Hidretos covalentes
Os hidretos covalentes são os hidretos formados pelos elementos o bloco p (boro, alumínio e do grupo 4-7) e berílio.
 Os metais fracamente eletropositivos do grupo III da tabela periódica geralmente formam hidretos covalentes. O hidreto de boro mais simples é o diborano ,B2H6, e o hidreto de alumínio é um polímero (AlH3)n.
Observa-se que o B2H6 e o AlH3 são aceptores de elétrons pois os átomos de B e Al possuem orbitais disponíveis:
BH3 + H- → [BH4]-
borano → boroidrito
AlH3 + H- → [AlH4]-
alano → aluminoidrito

### Hidretos de metais de transição
Nestes compostos, as moléculas de hidrogênio dissociam e os átomos de hidrogênios entram nos buracos do retículo cristalino do metal, sítios intersticiais. Os hidretos intersticiais geralmente não são estequiométricos, ao contrário dos hidretos iônicos e covalentes.
Os átomos de hidrogênio, que estão dentro do retículo, podem migrar internamente, reagindo com impurezas ou alterando as propriedades do material.
Estes compostos são condutores.
Exemplos:
- Raney nickel (hidrogênio superficial)
- PdHx (hidrogênio intersticial)

## Síntese
Existem 3 métodos mais comuns:
1. Combinação direta dos elementos.
2Li(l)+ H2(g) → 2LiH(s)
Usado comercialmente para a síntese de compostos exergônicos, incluindo a amônia (processo Haber-Bosch) e os hidretos de lítio, sódio e cálcio.
2. Protonação de uma base de Brönsted.
Li3N(s)+ 3H2O(l) → 3LiOH(aq) + NH3(g)
NaCl(s) + H2SO4(aq) → NaHSO4(aq) + HCl(g)
Método utilizado na preparação de compostos endergônicos (termodinanicamente instáveis em relação aos seus elementos).
3. Metatese de um haleto com hidreto.
Li[AlH4] + SiCl4 → Li[AlCl4] + SiH4
Fontes doadoras de H-: LiH, NaH, Li[AlH4] e Na[BH4].
Este método também é usado na preparação de compostos endergônicos.

## Aplicação
- amônia:

NH3 + CH4 → HCN (plásticos e pigmentos)
NH3 + O2;H2O → HNO3 (fertilizantes e explosivos)
NH3 + HX → NH4X (fertilizantes)
NH3 + COCl2 → (NH2)2CO (fertilizantes e plásticos)
- hidrazina

- borohidretos (BH4- e derivados) e os hidretos de alumínio ("alananos"; AlH4- e derivados) são agentes redutores utilizados em sínteses orgânicas que convertem grupos carbonilos em álcoois.

- hidreto de lítio são empregado na fabricação de acumuladores de lítio. Especificamente, o deutereto de lítio é utilizado como combustível para a fusão nuclear em bombas termonucleares.

- hidretos intersticiais de paládio é capaz de absorver 900 vezes o seu volume com hidrogênio em condições normais de temperatura e pressão, podendo ser usado para transportar ou armazenar hidrogênio em veículos à célula de combustível. O gás hidrogênio é liberado proporcionalmente com a temperatura e pressão aplicada.

- hidretos de metais de transição de platina são usados em catálise heterogênea, como halogenação de olefinas.

## Lista de hidretos
- Arsina (AsH3)
- Hidreto de sódio (NaH)
- hidreto de berílio (BeH2)